# Dampfsammelkasten

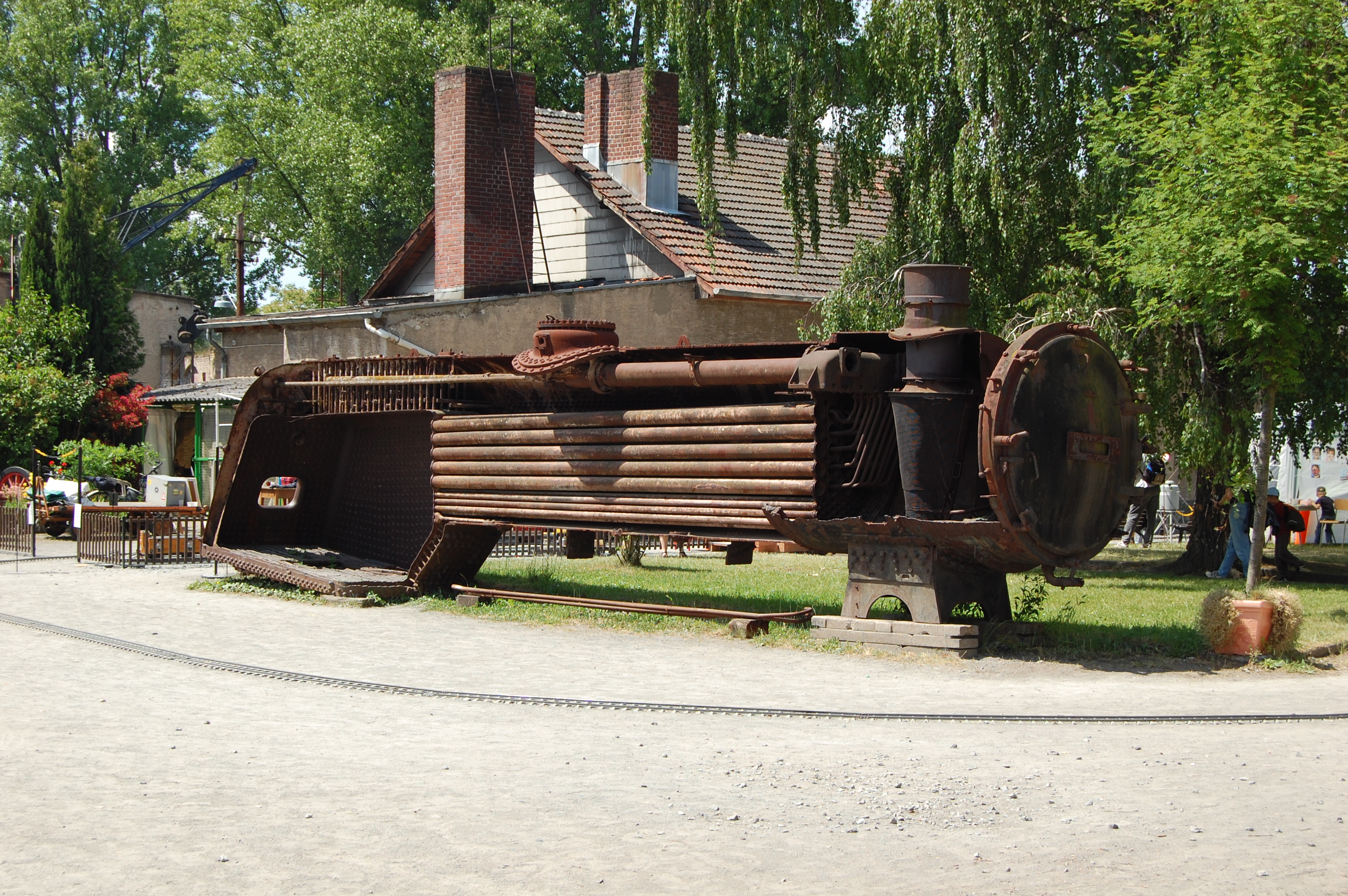
Foto eines aufgeschnittenen Kessels mit gut zu sehendem Dampfsammelkasten hinter dem Schornstein

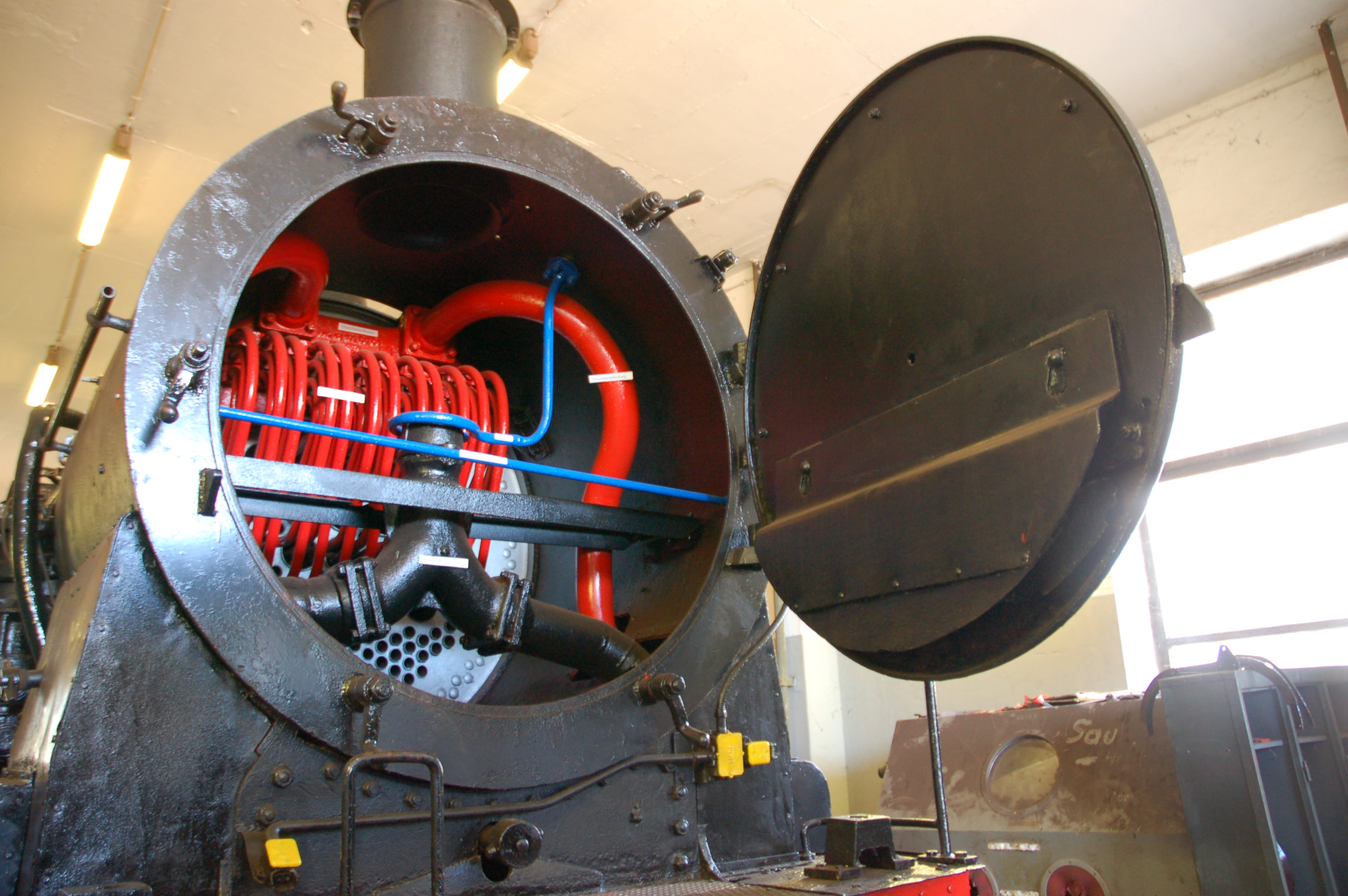
Rauchkammer mit geöffneter Rauchkammertür. Hinter dem Blasrohrkopf (blau), der Dampfsammelkasten (rot) etwas verdeckt durch die dünnen, zu den Überhitzerelementen führenden Dampfrohre (rot). Die dicken Einströmrohre (rot), die zu den Zylindern führen.

Der Dampfsammelkasten ist Teil des Überhitzers bei Dampflokomotiven, die mit überhitztem Dampf betrieben werden. Er wird zur Bündelung der Überhitzerrohre verwendet. Dampfsammelkasten besitzen einen Nassdampf- und einen Heißdampf-Teil.
Der Dampfsammelkasten ist an der höchsten Stelle des Dampflokomotivkessels in der Rauchkammer angeordnet. Der im Kessel erzeugte Nassdampf gelangt aus dem Dampfdom über den Dampfsammelkasten in die u-förmig angeordneten Überhitzerrohre und wird auf etwa 300 °C überhitzt. Am Ausgang der Überhitzerrohre ist der Heißdampfteil des Dampfsammelkastens, der überhitzte Dampf wird hier gebündelt und gelangt über die Dampfeinströmrohre in die Zylinder. Im Foto ist gut ein offener Flansch zu den Einströmrohren zu sehen.
Unterschiede zeigten sich in der Ausführung des Dampfsammelkastens bei der Ausführung der Dampflokomotive mit einem Heißdampf- oder einem Naßdampfregler. Bei einem Naßdampfregler saß dieser in dem Dampfdom, bei den Heißdampfreglern war dieser Bestandteil des Dampfsammelkastens. Der Vorteil des Heißdampfreglers war, dass beim Öffnen des Reglers sofort Dampf zur Verfügung stand. Es bestand verringerte Gefahr des Überreißens von Wasser durch den ständig zur Verfügung stehenden Dampf in der Naßdampfkammer zum Kühlen und dem Vorhandensein von Heißdampf für die Hilfsmaschinen bei Stillstand der Lokomotive.
Die Praxis zeigte durch die Wahl des Mehrfachventil-Heißdampfreglers, dass dieser durch seine Vielteiligkeit relativ kostspielig und empfindlich war. Während bei einigen Neubaulokomotiven die Heißdampfregler wieder ausgebaut (DB-Baureihe 23) oder gar nicht erst verwendet wurden (Deutsche Reichsbahn (1945–1993)), wurden nur bei den Baureihen 66 und 10 Heißdampfregler herkömmlicher Bauart in Verbindung mit einem Hilfsabsperrventil am Dampfdom verwendet. Durch den Traktionswandel war die Entwicklung zu spät gekommen.